# Primer gobierno de Adolfo Suárez
El primer gobierno de Adolfo Suárez fue el Gobierno de España entre julio de 1976 y julio de 1977. Adolfo Suárez fue designado presidente del Gobierno por el rey Juan Carlos I el 3 de julio de 1976 después de que el Consejo del Reino propusiera al rey una terna de candidatos tras la dimisión de Carlos Arias Navarro.
El Gobierno se disolvió en julio de 1977, cuando tomó posesión el Segundo Gobierno Suárez.

## Historia
El 1 de julio de 1976 el rey Juan Carlos I forzó la dimisión de Carlos Arias Navarro como presidente del Gobierno. El Consejo del Reino propuso al rey una terna de candidatos formada por Adolfo Suárez, Federico Silva y Gregorio López Bravo. El 3 de julio el rey designó a Adolfo Suárez presidente del Gobierno mediante el Real Decreto 1561/1976. Tal y como establecía la Ley Orgánica del Estado franquista, el presidente del Gobierno era designado directamente por el jefe del Estado: «El Presidente del Gobierno habrá de ser español y será designado por el Jefe del Estado a propuesta en terna del Consejo del Reino».
El 22 de septiembre de 1976 el teniente general Fernando de Santiago presentó su dimisión como vicepresidente primero del Gobierno para asuntos de la Defensa. Fue sustituido por el teniente general Manuel Gutiérrez Mellado.
El 11 de abril de 1977 presentaron su dimisión el ministro de Marina Gabriel Pita da Veiga (por divergencias políticas) y el ministro de Obras Públicas Leopoldo Calvo-Sotelo  (para poder presentarse a las elecciones). Fueron sustituidos respectivamente por Pascual Pery y Luis Ortiz González.
A partir del 13 de abril de 1977, con la desaparición del Movimiento Nacional, el Ministro Secretario General del Movimiento pasó a ser Ministro Secretario General del Gobierno.
Tras la aprobación de la Ley para la Reforma Política por las Cortes franquistas, se celebraron las elecciones generales de 1977. Fueron las primeras elecciones libres en España en cuarenta años. El primer Gobierno Suárez se disolvió al tomar posesión de sus cargos los ministros del segundo Gobierno Suárez en julio de 1977.

## Composición
| ← I Gobierno Suárez →(5 de julio de 1976-4 de julio de 1977)                                     | |             |
| Cargo                                                                                            | Titular(es)                                                                                        | Titular(es) |
| Presidente                                                                                       | Adolfo Suárez González                                                                             |             |
| Vicepresidente primero para Asuntos de la Defensa                                                | Teniente general Fernando de Santiago y Díaz de Mendívil Teniente general Manuel Gutiérrez Mellado |             |
| Vicepresidente segundo para Asuntos Económicos y Presidencia Secretario del Consejo de Ministros | Alfonso Osorio García                                                                              |             |
| Asuntos Exteriores                                                                               | Marcelino Oreja Aguirre                                                                            |             |
| Justicia Notario Mayor del Reino                                                                 | Landelino Lavilla Alsina                                                                           |             |
| Ejército                                                                                         | Teniente general Félix Álvarez-Arenas Pacheco                                                      |             |
| Marina                                                                                           | Almirante Gabriel Pita da Veiga y Sanz Almirante Pascual Pery Junquera                             |             |
| Hacienda                                                                                         | Eduardo Carriles Galarraga                                                                         |             |
| Gobernación                                                                                      | Rodolfo Martín Villa                                                                               |             |
| Obras Públicas                                                                                   | Leopoldo Calvo-Sotelo y Bustelo Luis Ortiz González                                                |             |
| Educación y Ciencia                                                                              | Aurelio Menéndez y Menéndez                                                                        |             |
| Trabajo                                                                                          | Álvaro Rengifo Calderón                                                                            |             |
| Industria                                                                                        | Carlos Pérez de Bricio Olariaga                                                                    |             |
| Agricultura                                                                                      | Fernando Abril Martorell                                                                           |             |
| Secretario general del Movimiento                                                                | Ignacio García López                                                                               |             |
| Aire                                                                                             | Teniente general Carlos Franco Iribarnegaray                                                       |             |
| Comercio                                                                                         | José Lladó Fernández-Urrutia                                                                       |             |
| Información y Turismo                                                                            | Andrés Reguera Guajardo                                                                            |             |
| Vivienda                                                                                         | Francisco Lozano Vicente                                                                           |             |
| Relaciones Sindicales sin cartera                                                                | Enrique de la Mata Gorostizaga                                                                     |             |